# Hardenburg
Die Hardenburg auf der Waldgemarkung der rheinland-pfälzischen Kreisstadt Bad Dürkheim ist die Ruine einer Höhenburg in der Haardt, dem Ostrand des Pfälzerwalds. Bezüglich ihrer Ausdehnung ist sie eine der mächtigsten Burgen der Pfalz.

## Geographie

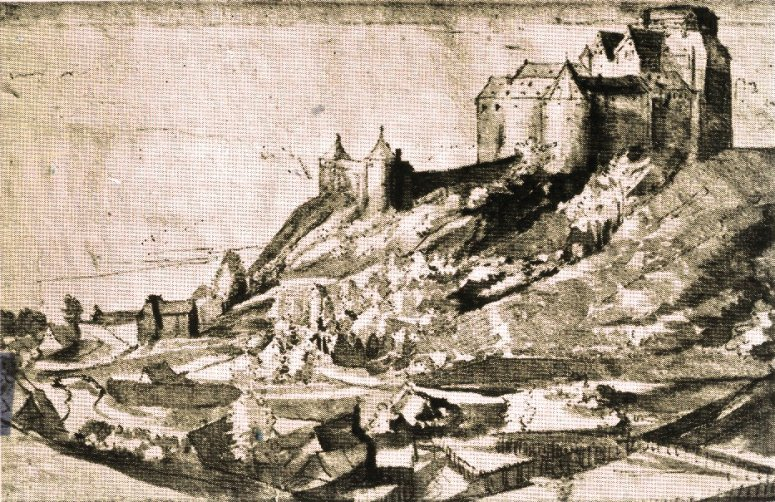
Älteste bekannte Darstellung: Hardenburg um 1580

Die Hardenburg liegt in knapp 200 m Höhe über dem gleichnamigen westlichen Ortsteil Bad Dürkheim-Hardenburg auf einer 200 m langen Bergnase rechts über dem Isenachtal, dessen Öffnung zur Rheinebene sie früher kontrollierte. Die Anfahrt erfolgt über die Bundesstraße 37 (Bad Dürkheim–Kaiserslautern).
Mit dem knapp 2 km östlich gelegenen Kloster Limburg teilt die Hardenburg von ihrer Errichtung an manche Abschnitte der Geschichte. Gegenüber, oberhalb des linken Isenachufers, liegen noch wesentlich ältere Zeugnisse der Vergangenheit der Region, beispielsweise der keltische Ringwall Heidenmauer oder der römische Steinbruch Kriemhildenstuhl.

## Geschichte

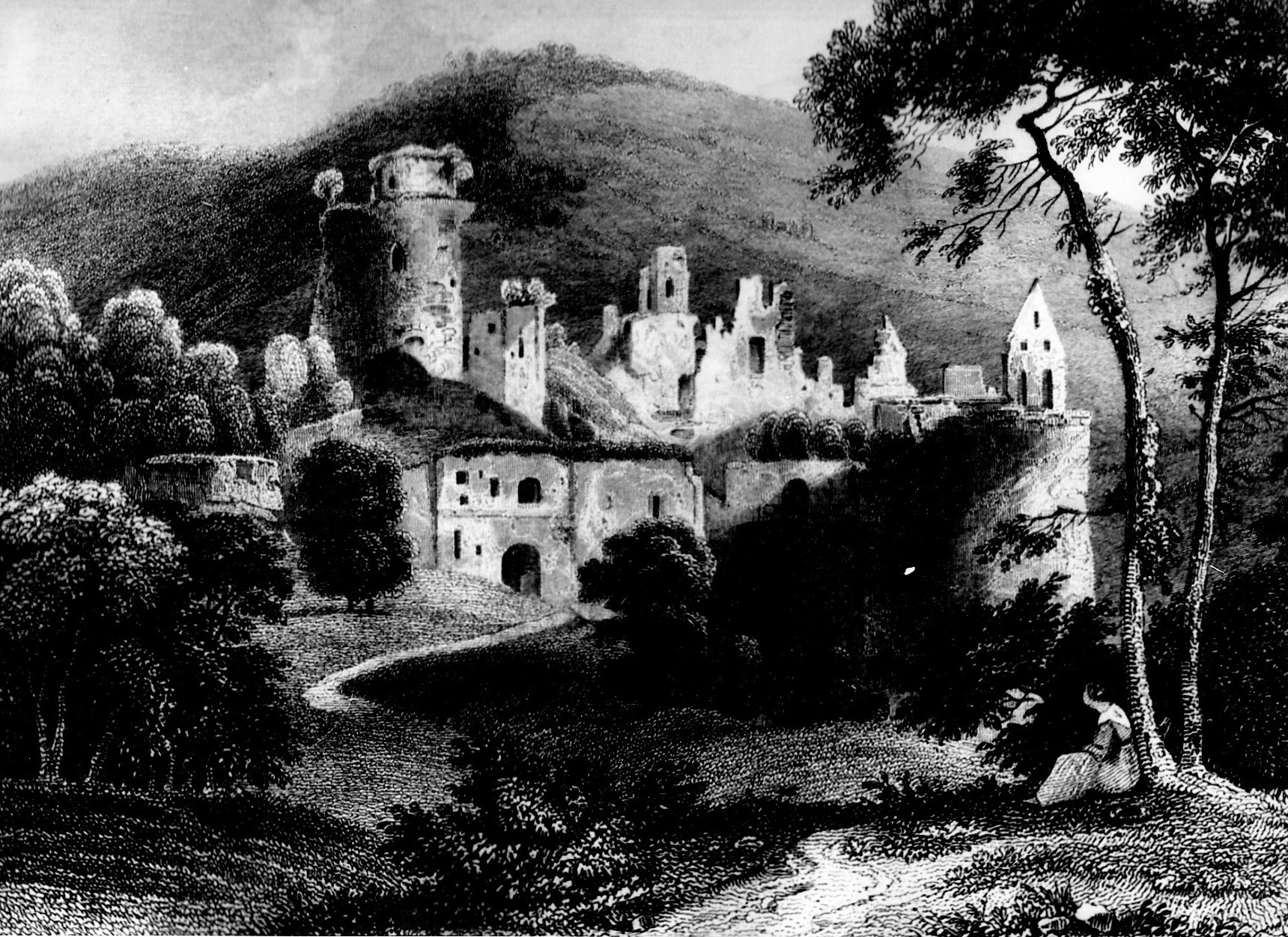
Alte Zeichnung der Ruine (Künstler und Zeit unbekannt)

Spätestens im Zeitraum zwischen 1205 und 1214 wurde die Hardenburg durch die Grafen von Leiningen erbaut, die ihre Stammburg Altleiningen 10 km weiter nördlich hatten. Für den Bau eigneten sie sich widerrechtlich Gelände an, das dem Kloster Limburg gehörte. Als Gründer gilt Graf Friedrich II. von Leiningen. 1237 ging die Burg bei einer ersten leiningischen Erbteilung an seinen Sohn Graf Friedrich III. 1317 entstand bei einer weiteren Erbteilung die Linie Leiningen-Hardenburg unter Graf Jofried. Beim Erbstreit nach dessen Tod spaltete sich 1345 die Linie Leiningen-Rixingen ab.
Nach Verhängung der Reichsacht gegen Graf Emich IX. im Jahre 1512 wurde die Hardenburg durch den Kurfürsten von der Pfalz, Ludwig V., belagert. Die Leininger übergaben die Burg, ehe sie Schaden nahm, und erhielten sie 1519 zurück. Ende des 15. und Anfang des 16. Jahrhunderts wurde die Burg erweitert und noch stärker gegen feindliches Geschützfeuer befestigt. So bot sie der Bevölkerung der umliegenden Orte auch im Dreißigjährigen Krieg Zuflucht.
Von 1560 bis 1725 war die Hardenburg Hauptsitz der Leininger und wurde in dieser Epoche zum Residenzschloss ausgebaut. Sie überstand den Pfälzischen Erbfolgekrieg (1688–1697), in dem Truppen des französischen „Sonnenkönigs“ Ludwig XIV. unter General Mélac die linksrheinische Pfalz verwüsteten, bei der Hardenburg jedoch 1692 nur die Festungswerke zerstörten. 1725 verlegten die Grafen von Leiningen-Dagsburg-Hardenburg ihre Residenz in das nahegelegene Schloss Dürkheim. 1794 wurden die Wohngebäude der Hardenburg durch französische Revolutionstruppen in Brand gesteckt, wobei die kostbare Innenausstattung vernichtet wurde. Nach und nach verkam die Burg zur Ruine. Auch das Dürkheimer Schloss ging in Flammen auf.
1801 fielen alle linksrheinischen deutschen Gebiete an Frankreich, weshalb Fürst Carl zu Leiningen durch den Reichsdeputationshauptschluss 1803 mit ehemaligen Kurmainzer und Würzburger Besitzungen im Odenwald entschädigt wurde. Kurzzeitig regierte er das neue Fürstentum Leiningen mit Sitz in der ehemaligen Abtei Amorbach, die bis heute im Eigentum des Fürstenhauses ist. Im Pfälzerwald erinnern neben der Hardenburg (und der weiter südlich gelegenen mittelalterlichen Besitzung Burg Landeck) noch die Überreste der einstigen Jagdschlösschen Kehrdichannichts, Murrmirnichtviel und Schaudichnichtum an die einstige Herrschaft.

## Anlage

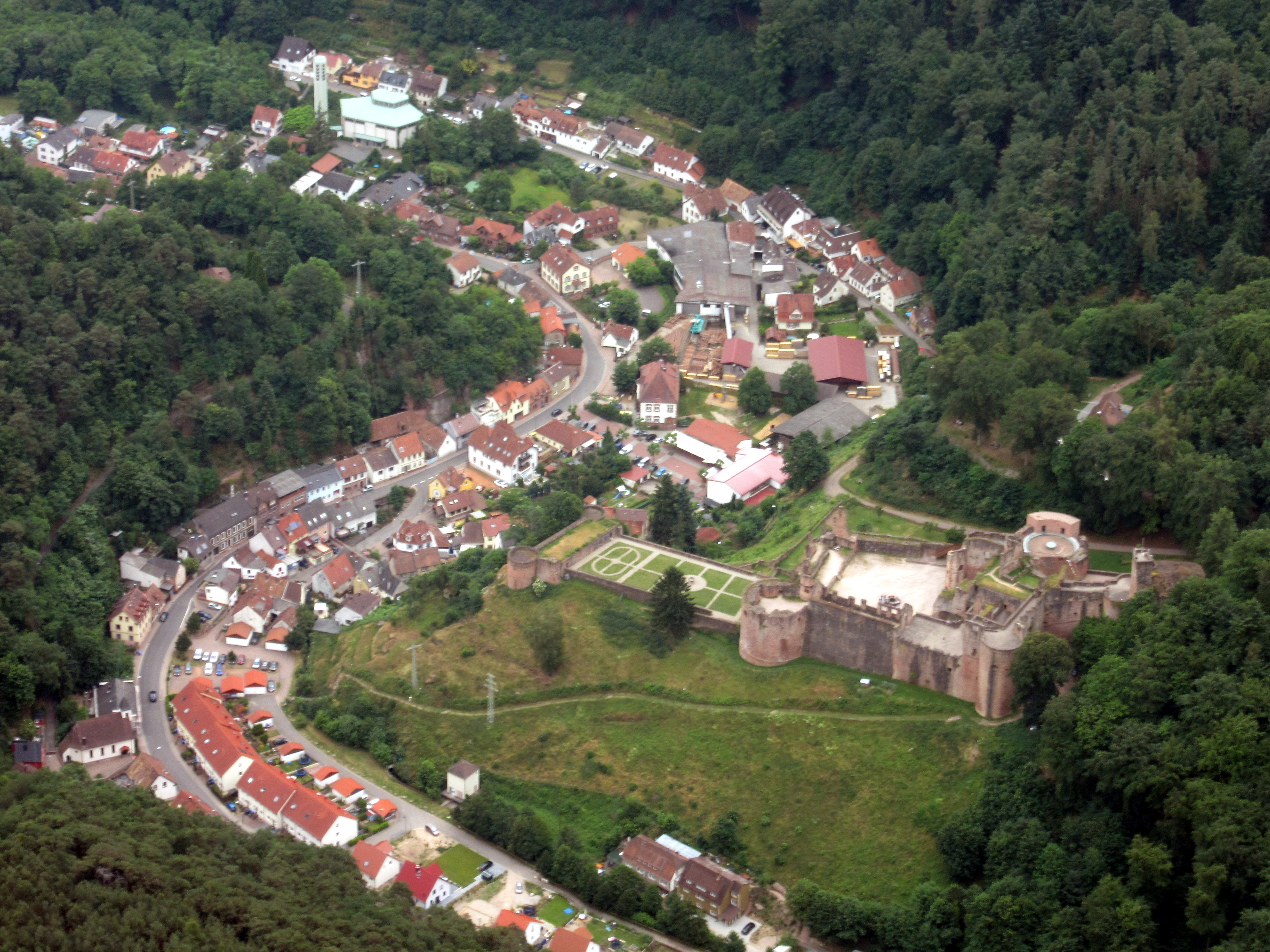
Luftbild
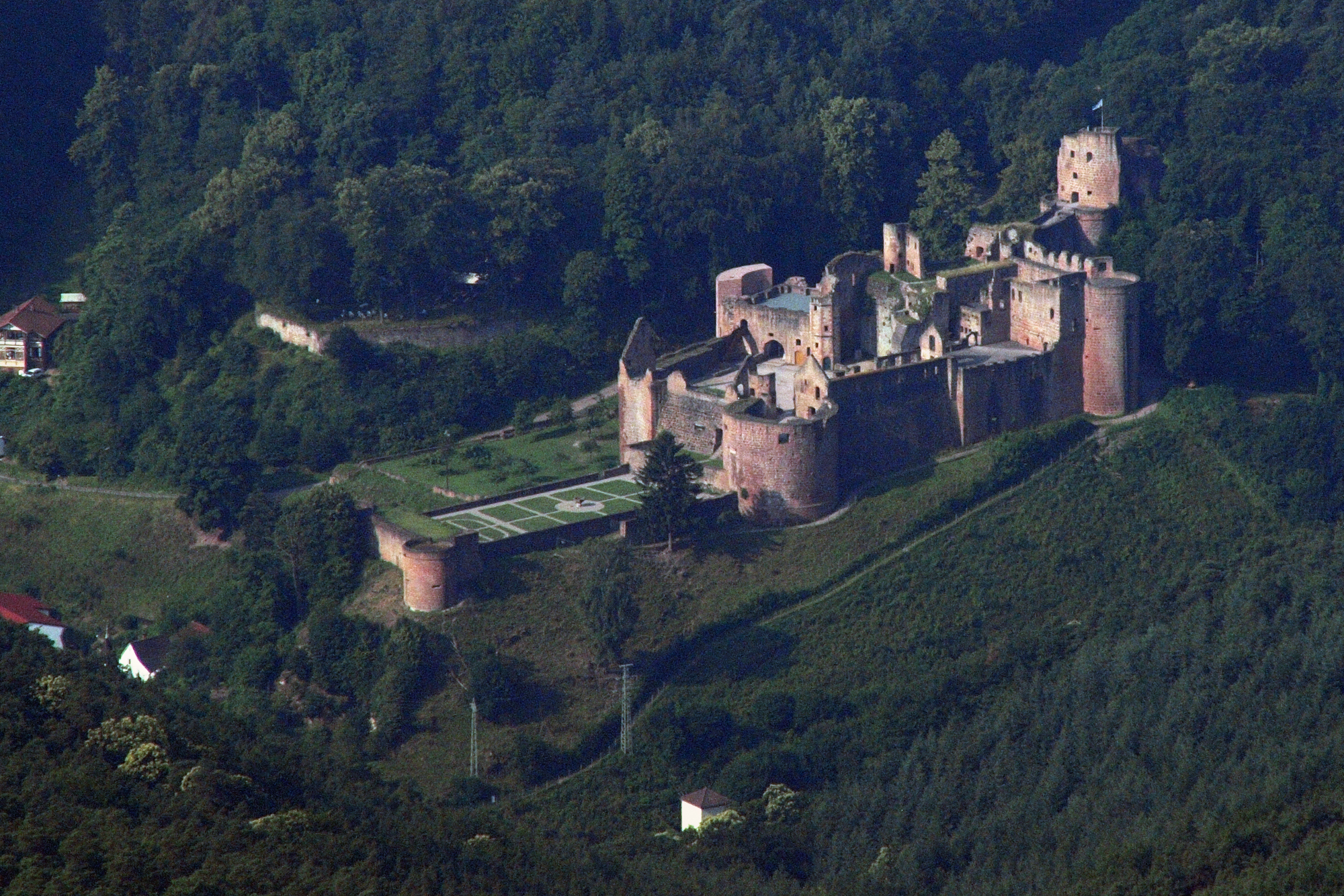
Burg von Nordosten
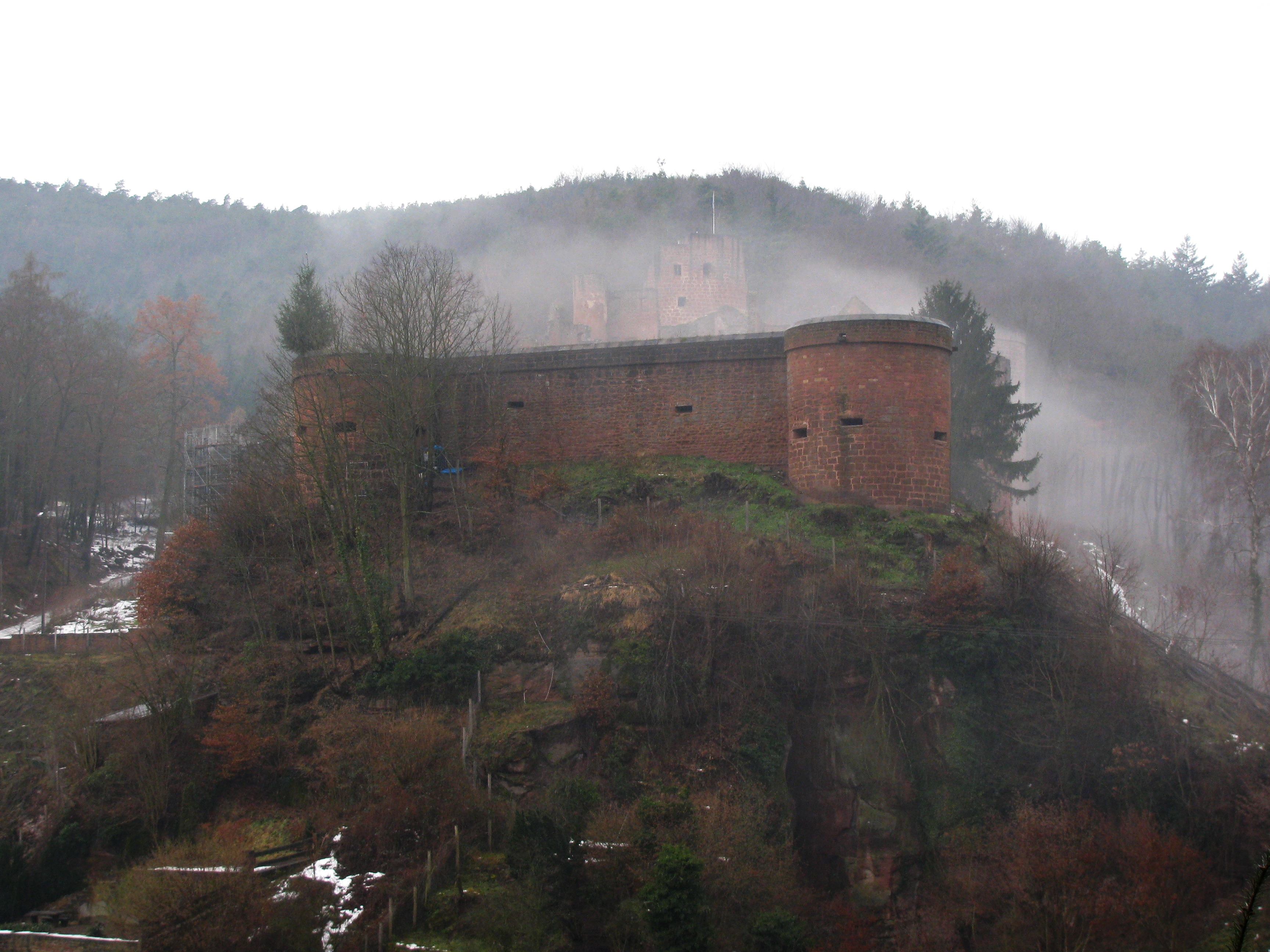
Burg von Osten
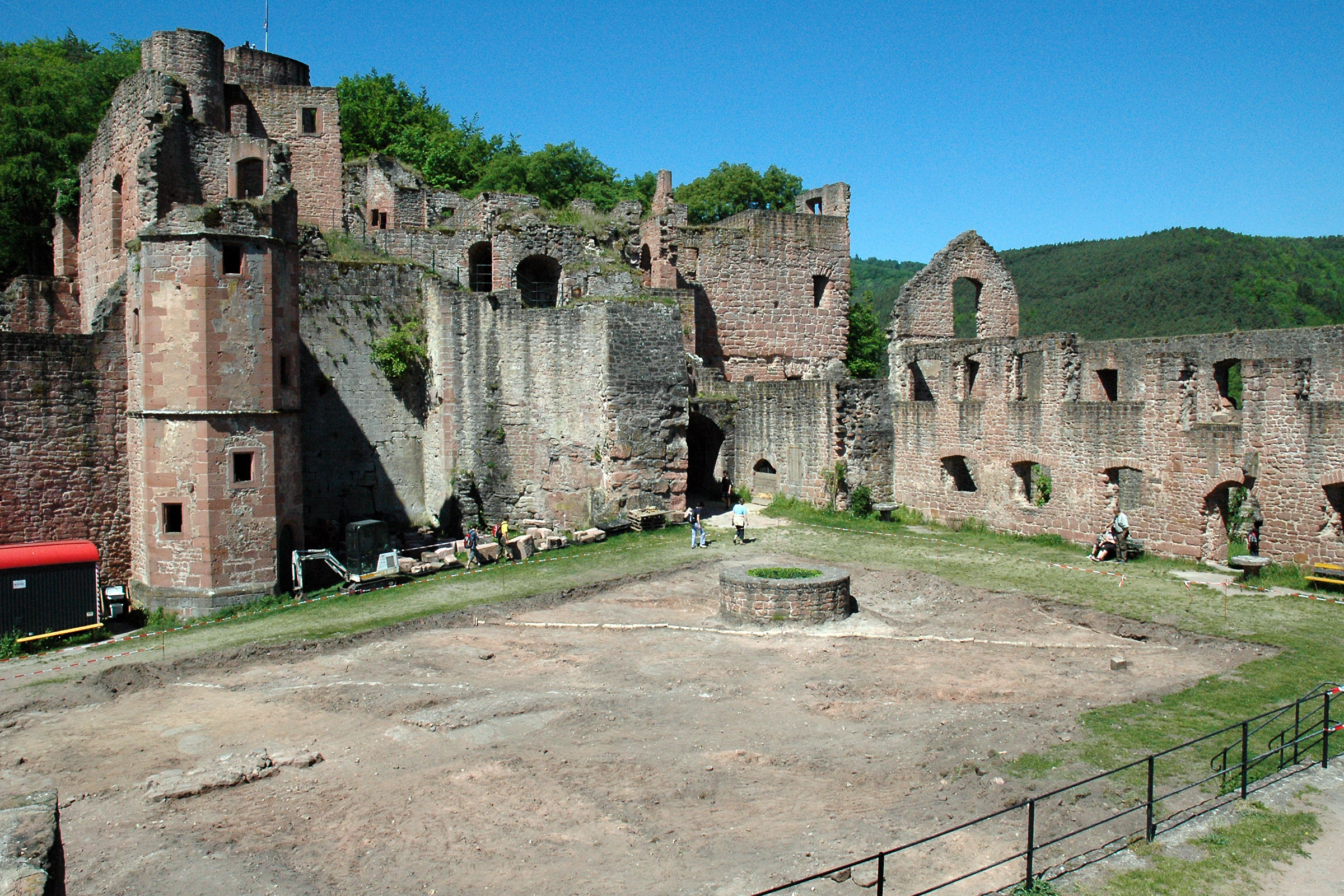
Burghof
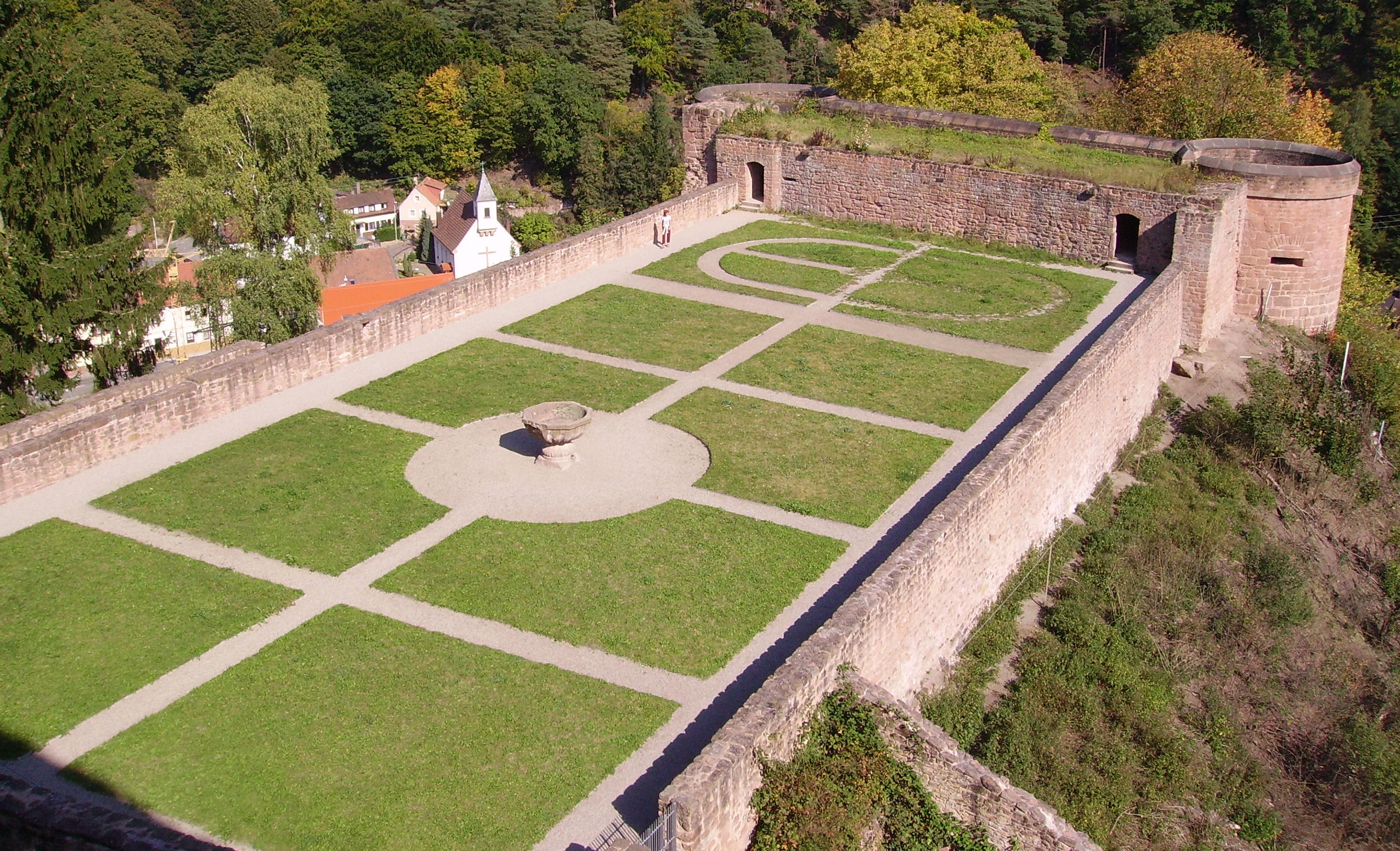
Burggarten

Die Burganlage besitzt eine Grundfläche von 180 × 90 m. Gewaltige Geschütztürme, besonders das imposante Westbollwerk mit seinen im Erdgeschoss fast 7 m starken Mauern, das die Anlage vom Hang her schützte, verhinderten über Jahrhunderte kriegerische Eroberung und Zerstörung. Nach der Verwüstung durch französische Revolutionstruppen im Jahre 1794 sind allerdings von den einst prächtig ausgestatteten Wohnräumen nur noch Reste – Treppentürme, Fenster, elegante Portale – erhalten. Dagegen haben die riesigen Keller mit den weit gespannten Rippengewölben, die im Jahre 1509 errichtet wurden, bis heute überdauert.

## Heutige Nutzung

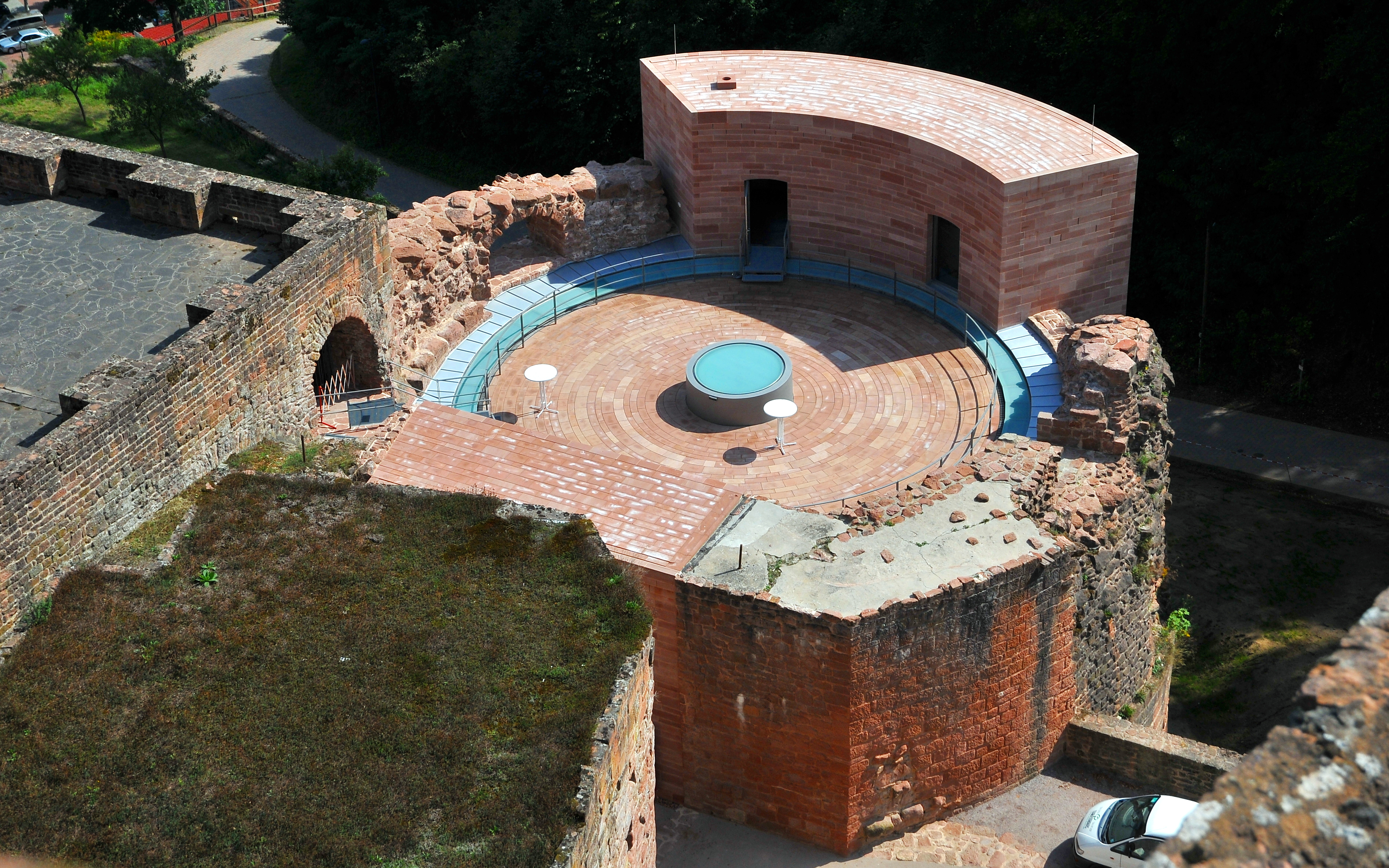
Im restaurierten Tor-Rondell befindet sich das Besucherzentrum.

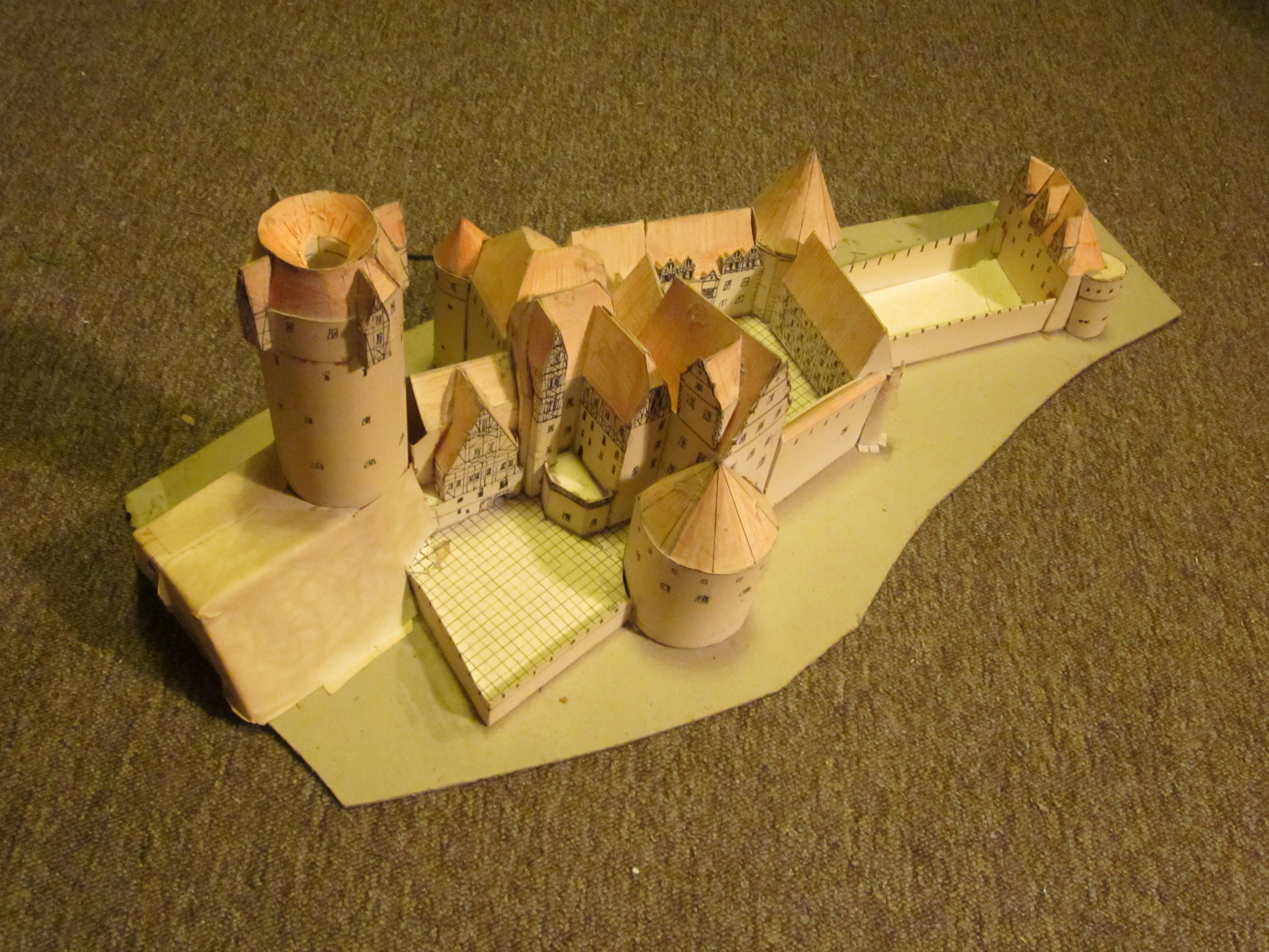
Modell der Burg

Die Hardenburg steht seit 1820 in öffentlichem Eigentum, anfangs des Königreichs Bayern, heute des Landes Rheinland-Pfalz. Sie wird kulturell genutzt und kann – außer im Dezember und an jedem 1. Werktag im Monat – täglich, allerdings ohne Führung, besichtigt werden. Jeden Spätsommer öffnet in der Ruine ein mittelalterlicher Markt seine Pforten. Auch die gelegentlichen Musikveranstaltungen in den alten Gemäuern werden als sehr stimmungsvoll gelobt, etwa das Alternativ-Rock-Festival Rock die Burg, dass dort von 2004 bis 2015 stattfand und nun als Fallen Fortress Open Air auf ein neues Gelände umgezogen ist.
Von 2008 bis 2012 wurden Sanierungsarbeiten in Höhe von 6,5 Millionen Euro durchgeführt. Finanziert wurde dies vom Land Rheinland-Pfalz und aus dem Europäischen Fonds für regionale Entwicklung. Dabei wurde das Torrondell mit einer Zwischendecke und einer 200 Tonnen schweren Abschlussdecke versehen. Darin befindet sich nun ein Besucherzentrum mit archäologischen Funden, Filmpräsentation und Multimedia-Führung. Weitere Räumlichkeiten werden von der Verwaltung des Landesbetriebs Burgen, Schlösser, Altertümer und als Sanitärtrakt genutzt.
Auf dem Westbollwerk befindet sich eine Aussichtsplattform, von der sich ein sehr guter Blick auf die Burganlage und das Tal der Isenach bis hin zur Klosterruine Limburg bietet.

## Natur
Vom 10. Januar bis 9. Februar 2003, vom 23. Februar bis 4. April 2010 und am 28. November 2020 beobachtete man Mauerläufer, einer Vogelart die in den Alpen lebt, an der Hardenburg. Auch in Steinbrüchen nahe der Burg wurden Mauerläufer nachgewiesen. Bei Untersuchungen von Oktober bis März in den Jahren von 2010 bis 2020 beobachtete man die Vogelarten Amsel, Blaumeise, Buntspecht, Buchfink, Eichelhäher, Kleiber, Kohlmeise, Mäusebussard, Ringeltaube, Rotkehlchen und Star häufig im Bereich der Burg bzw. über ihr beobachtet. Die Vogelarten Bergfink, Dompfaff, Fichtenkreuzschnabel, Grünspecht, Kernbeißer, Mittelspecht, Schwanzmeise, Stieglitz, Schwarzspecht und Zaunkönig sichtet man weniger häufig.